# Liturgiam authenticam
Liturgiam authenticam è la quinta istruzione che la Congregazione per il Culto Divino e la Disciplina dei Sacramenti ha promulgato, il 28 marzo 2001, per la retta applicazione della Costituzione Sacrosanctum Concilium del Concilio Vaticano II sulla Liturgia. Entrò in vigore il successivo 25 aprile. Papa Giovanni Paolo II l'aveva approvata il precedente 20 marzo nell'udienza concessa al Segretario di Stato.

## Antecedenti
La Sacrosanctum Concilium aveva indicato i criteri su latino e lingue nazionali nella liturgia:
2. Dato però che, sia nella messa che nell'amministrazione dei sacramenti, sia in altre parti della liturgia, non di rado l'uso della lingua nazionale può riuscire di grande utilità per il popolo, si conceda alla lingua nazionale una parte più ampia, specialmente nelle letture e nelle ammonizioni, in alcune preghiere e canti, secondo le norme fissate per i singoli casi nei capitoli seguenti.
3. In base a queste norme, spetta alla competente autorità ecclesiastica territoriale, di cui all'art. 22- 2 (consultati anche, se è il caso, i vescovi delle regioni limitrofe della stessa lingua) decidere circa l'ammissione e l'estensione della lingua nazionale. Tali decisioni devono essere approvate ossia confermate dalla Sede apostolica.
4. La traduzione del testo latino in lingua nazionale da usarsi nella liturgia deve essere approvata dalla competente autorità ecclesiastica territoriale di cui sopra.»
(n. 36)
Prima della Liturgia authenticam erano state emanate altre quattro Istruzioni:
- Inter Oecumenici (26 settembre 1964), sui principi generali di base per l'ordinata applicazione del rinnovamento liturgico;
- Tres abhinc annos (4 maggio 1967), che stabiliva ulteriori adattamenti all'Ordine della Messa;
- Liturgicae instaurationes (5 settembre 1970), contenente direttive sul ruolo centrale del Vescovo nel rinnovamento della liturgia in tutta la diocesi;
- Varietates legitimae (25 gennaio 1994), che trattava delle questioni difficili circa la Liturgia romana e l'inculturazione.

L'Istruzione Liturgiam authenticam sostituisce tutte le norme pubblicate in precedenza sulle traduzioni liturgiche, tranne le direttive della quarta Istruzione, la Varietates legitimae, e precisa che le due Istruzioni vanno lette complementariamente.

## Contenuto
L'Istruzione non fa ricorso alla terminologia tecnica della linguistica o delle scienze umane, ma limita le sue considerazioni principalmente al campo dell'esperienza pastorale.

### La scelta delle lingue
L'Istruzione prevede che si utilizzino nella Liturgia soltanto le lingue più diffusamente parlate, evitando l'introduzione di troppe lingue, per il rischio di provocare una frammentazione dei fedeli in piccoli gruppi.
Per la scelta delle lingue da introdurre nella liturgia, l'Istruzione chiede di tener conto di fattori quali il numero di sacerdoti, diaconi e collaboratori laici che possono servirsi senza difficoltà di una determinata lingua; va valutata anche la disponibilità di traduttori per quella lingua, e le possibilità pratiche, compresi i problemi economici, di produrre e pubblicare traduzioni affidabili della Liturgia.
I dialetti, che non hanno l'appoggio di risorse di formazione accademica e culturale, non vanno accettate come lingue liturgiche in senso stretto, anche se possono essere utilizzate nella Preghiera dei fedeli, per il testo dei canti, o per alcune parti dell'omelia.

### La Traduzione dei Testi Liturgici
Viene presentata una nuova e fresca esposizione, con toni riflessivi, dei principi che devono regolare la traduzione in lingua vernacolare dei testi liturgici. Viene sottolineata sin dall'inizio l'indole sacra della Liturgia e l'esigenza che anche le traduzioni rispecchino attentamente tale caratteristica.
Viene chiesto di rispettare, anche a livello di traduzioni, lo stile e lo struttura propri che ha il rito romano, come lo hanno tutte le grandi famiglie liturgiche storiche della Chiesa cattolica. Le traduzioni non devono essere esercizio di creatività; devono curare la fedeltà e l'esattezza nella resa dei testi, tenendo anche conto, ovviamente, del modo caratteristico in cui ogni lingua si esprime.
Vengono indicati requisiti particolari da tener presenti nella preparazione di traduzioni destinate ai territori evangelizzati in tempi più recenti, e viene delineata la cornice all'interno della quale si possono fare adattamenti di maggiore entità.
Il testo dell'editio typica latina (per la Bibbia, la Neo-Volgata) deve essere sempre usato come punto di partenza per la traduzione.

### L'organizzazione del lavoro di traduzione e le Commissioni
Vengono indicati alcuni criteri di lavoro:
- l'importanza del coinvolgimento dei vescovi nei lavori di traduzione, anche se essi possono e debbono ricorrere all'aiuto di esperti;
- l'esigenza dell'approvazione delle traduzioni da parte della Congregazione per il Culto Divino;
- viene riservata alla Santa Sede la costituzione di Commissioni congiunte o miste tra Conferenze Episcopali di paesi facenti uso della stessa lingua; i membri di tali Commissioni che non sono vescovi devono avere il nihil obstat della Santa Sede per assumere l'incarico.

Spetta esclusivamente alle Conferenze dei Vescovi, e non alle Commissioni congiunte o miste, la composizione di nuovi testi.